# Happertshausen
Happertshausen ist ein Gemeindeteil der Gemeinde Aidhausen im unterfränkischen Landkreis Haßberge in Bayern.

## Geografie
Das Kirchdorf Happertshausen liegt im Naturpark Haßberge südlich der Haßberge. Nachbarorte sind Friesenhausen, Aidhausen, Kerbfeld und Nassach.

## Geschichte
Happertshausen war ein fränkisches Königsdorf, das 1149 durch Tausch an das Hochstift Würzburg fiel, bei dem es bis zur Säkularisation verblieb. Nach der Endung des Ortsnamens "-hausen" zu urteilen, dürfte der Ort, ähnlich dem benachbarten Friesenhausen, im 8. oder 9. Jahrhundert entstanden sein. Die Anfangssilbe "Happerts-" stammt mit großer Wahrscheinlichkeit von einem männlichen Vornamen, vielleicht von dem seinerzeit gebräuchlichen "Hahpraht" oder "Hahbert". Interessanterweise tauchen diese beiden Namen im 8. und 9. Jahrhundert mehrfach in Urkunden des Klosters Fulda auf, was eine Datierung des Ortes in diese Zeit zusätzlich stützt. Die von einem Lokalautor ohne Angabe von Quellen oder Belegen postulierte frühere Entstehung schon im 6. Jahrhundert ist dagegen aus geschichtswissenschaftlicher Sicht auszuschließen. Das Dorf gehört damit ausdrücklich nicht zu den ältesten Siedlungen im Haßgau, was auch der Umstand erhärtet, dass in der Flurgemarkung nicht die allerbesten Böden liegen. Zudem gehört Happertshausen nicht zu den Urpfarreien. Einen weiteren Hinweis auf eine Gründung im 8. oder 9. Jahrhundert liefert das Patrozinium der Dorfkirche, die dem englischen König St. Oswald geweiht ist. Dieser starb erst in der Mitte des 7. Jahrhunderts und seine Verehrung wurde vor allem im 8. und 9. Jahrhundert durch angelsächsische Missionare auch auf dem Kontinent bekannt gemacht.
Im Jahre 1149 wurde von Konrad III. eine Königsurkunde ausgestellt, die den Übergang an das Hochstift Würzburg markiert und als erste Nennung des Ortes gilt. Die Urkunde spricht von zwei Ortsteilen, nämlich Ober- (13 Huben) und Unterhappertshausen (14 Huben). Das Gotteshaus befand sich in Oberhappertshausen und war schon damals der Urpfarrei Wettringen (in Unterfranken!) zugeordnet. Aus dieser Zuordnung leitet sich vermutlich auch der Umstand als Königsbesitz her, denn Wettringen gehört zu den ältesten Orten der Umgebung, war von Alters her königlicher Besitz aus der Zeit der fränkischen Landnahme und verfügt auch, was typisch ist für die ersten festen Siedlungen, über eine große Flurgemarkung mit den weit und breit fruchtbarsten Böden. Am Rand dieses Wettringer Königsgutes, zum begrenzenden Haßberg hin gelegen, dürfte Happertshausen dann im 8. oder 9. Jahrhundert als Ausbausiedlung entstanden sein. Unter Fürstbischof Lorenz von Bibra wurde Happertshausen zum 1. Januar 1498 zwar kirchlich von Wettringen losgelöst und zur eigenständigen Pfarrei erhoben, blieb jedoch rechtlich weiterhin bei der Cent Wettringen.
Im Dreißigjährigen Krieg hatte der Ort sehr zu leiden: mehrfach suchten Soldaten den Ort heim, nicht nur schwedische Reiter, auch kaiserliche Truppen plünderten, brandschatzten oder ließen sich auf Kosten der Bewohner einquartieren und verpflegen. Am Ende des Krieges herrschte größte Not, die Kirche war schwer beschädigt, ebenso viele Häuser in Oberhappertshausen. Dagegen war Unterhappertshausen vollständig abgebrannt und wurde anschließend auch nicht mehr aufgebaut. Erst im 20. Jahrhundert wurde dessen Areal durch Ausweisung des Neubaugebiets "Im Gäßlein" – diese historische Bezeichnung hatte sich interessanterweise als Flurname für den abgegangenen Straßenzug über Jahrhunderte erhalten – wieder bebaut.
Im Zuge der Säkularisation wurde im November des Jahres 1802 auch Happertshausen von Truppen des Kurfürstentums Baiern besetzt und diesem 1803 offiziell angegliedert. Von 1806 bis 1814 währte das Intermezzo des Großherzogtums Würzburg, das, von Napoleons Gnaden, Ferdinand III. von Toskana regierte. Im Jahre 1814 fiel der Ort endgültig an das inzwischen zum Königreich aufgestiegene Baiern. Heute lautet – nach einigen zwischenzeitlichen nominellen Veränderungen – die offizielle Verwaltungsstruktur: Freistaat Bayern, Regierungsbezirk Unterfranken, Landkreis Haßberge, Gemeinde Aidhausen, Gemeindeteil Happertshausen.
Im Zuge der Gebietsreform in Bayern wurde die Gemeinde Happertshausen am 1. Mai 1978 in die Gemeinde Aidhausen eingegliedert.

### Katholische Pfarrkirche St. Oswald
Einen Hinweis auf eine Gründung im 8. oder 9. Jahrhundert liefert das Patrozinium der Dorfkirche, die dem englischen König St. Oswald von Northumbrien geweiht ist. Dieser starb am 5. August 642 den Märtyrertod. Seine Verehrung wurde vor allem im 8. und 9. Jahrhundert durch angelsächsische wie schottische Missionare auch auf dem Kontinent bekannt gemacht und vor allem Kirchengründungen dieser beiden Jahrhunderte sind seinem Namen geweiht. Die ältesten konkreten Informationen über ein Kirchengebäude im damaligen Oberhappertshausen stammen aus dem Dreißigjährigen Krieg, als vermutlich schwedische Reiter das Gotteshaus anzündeten. Eine anschließende Reparatur muss stattgefunden haben, denn es fanden spätestens belegbar seit 1690 (Beginn der Matrikeln der hier Getauften, Getrauten und Beerdigten) Gottesdienste statt. Seit dem 18. Jahrhundert wird jedoch der mangelhafte Bauzustand bis hin zur Baufälligkeit in mehreren Protokollen der geistlichen Regierung beklagt.
Im Jahre 1802 war dieses Kirchengebäude schließlich so baufällig geworden, dass man den Altarraum nicht mehr ohne Lebensgefahr betreten konnte, wodurch der Pfarrer gezwungen war die Messe an einem Seitenaltar im Langhaus zu lesen. Zur Vermeidung noch größerer Gefahr wurde 1809 die gesamte Kirche restlos abgebrochen. Obwohl die Gemeinde nun ganz ohne Gotteshaus dastand und man sich bereits einen Entwurf samt Kostenvoranschlag durch den Maurermeister Georg Büttner aus Königshofen im Grabfeld hatte ausarbeiten lassen, verweigerte das königliche Hofbauamt mit Verweis auf die ungeklärte Finanzierung seine Zustimmung zur Ausführung. Erst in den Jahren 1816 bis 1818 konnte ein recht stattlicher, architektonisch sehr qualitätvoller Kirchenbau von Grund auf neu errichtet und ausgestattet werden. Dessen sichtbar in der Südwestecke des Langhauses vermauerter Grundstein trägt die Inschrift "G.[rund] St.[ein] 1816" und über der nördlichen Schallarkade des Turmobergeschosses findet sich "1817" eingemeißelt. Zum Bau erteilte das königliche Innenministerium zu München im August 1816 die Genehmigung, und zwar "[...] in der nach anliegendem Baurisse des Königl: Stiftungs-Oberbau-Commissariats allhier vereinfachten und veredelten Form". Die Größe rührt daher, dass er für die Gläubigen aus dem damals als Filiale zur Pfarrei Happertshausen gehörenden Nachbarort Kerbfeld mit errichtet wurde. Stilistisch handelt es sich um Klassizismus von betonter Schlichtheit, umgesetzt als wohlproportionierter Walmdachbau zu fünf Achsen mit einer von einem achtseitigen, hohen Spitzhelm bekrönten Einturmfront. In seinen Formen zeigt sich ein ausgesprochener Solitärbau, für den es im gesamten fränkischen aber auch altbayerischen Raum keine direkten, sondern nur mittelbare Vergleichsobjekte gibt. Sowohl die ungewöhnliche Gestalt, als auch die für eine Landkirche ganz außerordentliche Qualität der Architektur erklären sich durch ihren weitgereisten und hoch gebildeten Schöpfer: Als Architekt zeichnete der Portugiese mit baskischen Wurzeln Emanuel Joseph von Herigoyen, von 1810 bis 1817 königlicher Oberbaukommissar in München, verantwortlich.  Für die Ausführung verpflichtete man doch Maurermeister Georg Büttner, dessen eigene Entwürfe von 1809 und 1810 nicht angenommen worden waren. Auf wen schließlich die leichte Höhenreduktion des achtseitigen Glockengeschosses mit gleichzeitiger wesentlicher Aufsteilung und Verschlankung des Spitzhelms in der Bauausführung zurückgehen, zwei wesentliche Abweichungen von dem in München zuletzt approbierten Riss Herigoyens, ist nicht geklärt. Beide Veränderungen steigern allerdings die Eleganz des Baues sehr und es wäre möglich, dass man vor Ort die ursprünglichen Pläne Herigoyens kannte, die ja vom "Königl: Stiftungs-Oberbau-Commissariat", um Geld zu sparen, "vereinfacht" worden waren. Jedenfalls setzten sich Meister Büttner und die Pfarrei Happertshausen über die von München genehmigten Pläne hinweg und das Ergebnis ist augenfällig ein großer Gewinn an Qualität der Architektur. Außen über dem Hauptportal befindet sich – auch dies zeigen die genehmigten Originalrisse noch nicht – ein Renaissance-Steinrelief mit Auferstehungsmotiv, offenkundig das Oberteil eines abgegangenen Epitaphs aus der Zeit um 1600. Seine hohe Qualität und der ortsfremde grüne Schilfsandstein sprechen dafür, dass dieses hier zweitverwendete Relief nicht aus Happertshausen stammt. Da beim Bau von 1816 bis 1818 eine Reihe von Stücken aus Säkularisationsgut Verwendung fanden, dürfte auch dieser Stein auswärts erworben worden sein. Größe und Qualität sprechen für das Grab eines Adeligen oder hohen Geistlichen als Ursprung – vielleicht aus der demolierten Abteikirche Bildhausen, von wo man damals eine Kanzel erhielt?
Im Inneren begegnet man einem schlichten Saalraum mit Vouten-Decke, von dem eine der insgesamt fünf Fensterachsen durch eine Mauer mit Chorbogen als Altarraum abgeteilt ist. Als Hochaltar konnte der ehemalige Martinusaltar von 1775/76 aus der Stiftskirche St. Peter und Alexander in Aschaffenburg als Säkularisationsgut erworben werden.  Dieser stammt von dem Kirchenmaler und Stuckateur Jacob Conrad Bechtold, der sich an einer der großen Assistenzfiguren St. Petrus und St. Johannes Evangelist namentlich verewigt hat. Beim Einbau in Happertshausen wurde der Säulenaufbau offensichtlich verändert, anscheinend reduziert, und zeigt sich nun als viersäuliger Rokokoaltar. Das ursprüngliche Altarbild fehlt mindestens seit dem Ende des 19. Jahrhunderts, als man ein historistisches Gemälde des Heiligen Oswald anbrachte. 1967 wurde auch dieses entfernt und durch eine elegante, um 1741/42 von dem Rokokobildhauer Johann Joseph Keßler geschnitzte Statue des auferstandenen Christus ersetzt, die bis dahin den Schalldeckel einer Barock-Kanzel zierte. Diese Kanzel war 1817 als Säkularisationsgut aus der aufgehobenen Abteikirche (Maria) Bildhausen kostenlos abgegeben worden – für das Gotteshaus in Happertshausen war die an sich hochwertige Arbeit jedoch von Anfang an zu groß. So wurde sie 1967 wieder ausgebaut und dabei anscheinend zerstört. Bewahrt hat man außer dem Auferstandenen noch vier kleine Skulpturen der Evangelisten vom Kanzelkorb, die seither die Emporenbrüstung zieren. Erst 2009 hat man der Mensa des Hochaltars ein sehr gefälliges Antependium mit der Darstellung des Patrons St. Oswald vorgeblendet, ein Ölgemälde aus der Epoche des Rokoko, welches sicherlich aus der Vorgängerkirche stammt und bis 1967 nicht sichtbar hinter der Kanzel zum Schließen eines Langhausfensters mit verbaut war und auf diese Weise erhalten geblieben ist. Seitlich des Chorbogens stehen im Langhaus zwei einfache, von korinthischen Säulen gerahmte Seitenaltäre, die offensichtlich aus verschiedenen älteren Teilen in einem nachbarocken Stil um 1818 zusammengesetzt wurden. Hochwertig sind deren Altarblätter: rechts Maria als Immaculata und links der heilige Joseph mit dem Jesuskind, beide sehr gediegene Arbeiten von Heinrich Schleyer aus dem Jahre 1760. An der linken Seitenwand hängt eine gotische Madonnenfigur des frühen 15. Jahrhunderts, die leider im 20. Jahrhundert eine unpassende Krone und eine neue, entstellende Farbfassung erhielt.  Die Figur soll der Ortsüberlieferung nach aus der protestantisch gewordenen Kirche von Nassach stammen, was gut möglich sein kann, denn dort wurde kurz vor dem Kirchenneubau in Happertshausen das gotische Langhaus abgerissen und durch einen klassizistischen Neubau ersetzt. Eine solche Figur hätte dort nur noch schwer einen passenden Platz gefunden, abgesehen davon, dass auch das bewahrende Luthertum Anfang des 19. Jahrhunderts inzwischen eine kritischere Haltung gegenüber Mariendarstellungen in Kirchen(neu)bauten einnahm. Einige Holzskulpturen in ländlichem Rokoko zieren die Langhauswände: St. Katharina, St. Barbara, St. Georg und St. Wendelin. Sie sollen aus der Vorgängerkirche stammen. Erst 1919 lieferte Heinz Schiestl eine geschnitzte Pietà im spätgotischen Stil, eine dermaßen gelungene Kopie oder Nachschöpfung, dass sie wiederholt von Fachleuten für ein mittelalterliches Original gehalten wurde. Es handelt sich jedoch um die dankbare Stiftung eines Kriegsheimkehrers. Ein frühbarocker, achtseitiger Taufstein, bezeichnet mit der Jahreszahl 1679, ist ebenfalls von einer kleinen Figurengruppe bekrönt, die gut von Heinz Schiestl stammen könnte, eine Taufe Jesu mit Johannes dem Täufer. Auf der dem Hochaltar gegenüberliegenden Empore steht das klassizistische Orgelgehäuse von Johann Kirchner aus Euerdorf, dessen funktionstüchtiges Werk 1929 nach Fabrikschleichach verkauft wurde, wo es noch heute seinen Dienst erfüllt. In Happertshausen wünschte man damals ein wesentlich größeres Werk mit nun zwei Manualen, davon Manual II als Schwellwerk gebaut, und voll ausgebautem Pedal, welches Eduard Hofmann aus Hofheim in Unterfranken als pneumatische Kegelladen in das nach hinten verlängerte Gehäuse Kirchners einbaute.

### Weitere bedeutende Bauwerke und Sehenswürdigkeiten
Die alte Schmiede am Kirchplatz ist ein Fachwerkbau, der laut dendrochronologischer Untersuchung auf 1707 datieren soll, an dessen prächtigem Giebel im Zierfachwerk bis vor wenigen Jahren jedoch gut lesbar die Jahreszahl 1743 geschnitzt stand, die vielleicht einen Umbau der ehemaligen Gemeindeschmiede bezeichnen könnte. Am Kirchplatz steht noch eine mächtige Linde, die 1880 anlässlich des 700-jährigen Jubiläums des damaligen bayerischen Herrscherhauses als sogenannte "Wittelsbacher Jubiläumslinde" gepflanzt wurde. Imposant ist das 1629 errichtete Pfarrhaus, das, obwohl viele Jahre nach Julius Echters Tod errichtet, noch deutlich die Merkmale des Echterstils zeigt. Ein rundbogiges Sitznischenportal am Pfarrhaus sowie einige gekehlte Fenstergewände an dessen Erdgeschoss wurden leider zu Beginn des 20. Jahrhunderts beseitigt. Von der ehemaligen Dorfbefestigung mit ihren ehemals vier Toren ist nichts mehr erhalten. Eine Wegkapelle am "Schmittlesbrünn" stammt von 1774 und ist original erhalten, eine weitere aus dem 18. Jahrhundert am Ende der Lappichsgasse (heute Eduard-Hepp-Straße) wurde in den 1960er Jahren unter Verwendung des barocken Türgewändes neu errichtet und dabei die falsche Jahreszahl "1858" eingeritzt, während man bei genauer Betrachtung noch "1779" entziffern kann. Ebenso wurde eine Wegkapelle aus dem 19. Jahrhundert am Ende der Goldbachgasse unter Wiederverwendung der Zierelemente aus Sandstein um 1980 neu errichtet. Vermutlich sollten diese Kapellen die Zugänge zum Dorf unter den göttlichen Schutz stellen, stehen sie doch alle drei in direkter Nachbarschaft zu den inzwischen beseitigten Dorftoren. In dem zu einer Konche vermauerten ehemaligen Hauptportal eines 1910 in Jugendstilformen direkt neben der Kirche errichteten Schulgebäudes steht heute ein besonders schmucker Rokokobildstock von 1750, den, laut Inschrift, der "ehrsame junge Gesell Johannes Endreß" gestiftet hat. Seine Vorderseite zeigt die Kreuzigung Christi, auf der Rückseite ist eine Schutzmantelmadonna dargestellt. Da die Rückseite wegen der Mauernische nur schwer einzusehen ist, wurde in den 1990er Jahren eine leicht vereinfachte Kopie in Sandstein angefertigt, die nun die barocke Wegkapelle am Ende der Lappichsgasse (Eduard-Hepp-Straße, beim Friedhof) ziert.